# Marilyn Farquhar
Marilyn Farquhar   (Tulare, 11 de juliol de 1928 - La Jolla, 23 de novembre de 2019) va ser una patòloga i biòloga cel·lular, professora de Medicina Cel·lular i Molecular, i Patologia, així com presidenta del Departament de Medicina Cel·lular i Molecular de la Universitat de Califòrnia a San Diego Escola de Medicina, que anteriorment va treballar en la Universitat Yale de 1973 a 1990. Va guanyar el E. B. Wilson Medal y el FASEB Excellence in Science Award. va estar casada amb el Premi Nobel, George Emil Palade, des de 1970 fins a la seva mort el 2008. La seva investigació se centra en el control del tràfic de membranes intracel·lulars i la patogènesi molecular de les malalties renals autoimmunes. Ha realitzat diverses descobertes en la investigació biomèdica bàsica, entre els quals s'inclouen: mecanismes de la malaltia renal, organització de les funcions que uneixen les cèl·lules entre si i mecanismes de les secrecions.

## Primers temps
Marilyn Farquhar va néixer l'11 de juliol de 1928 i es va criar a la comunitat agrícola de la Vall Central de Tulare (Califòrnia). El seu pare era d'una família pionera i treballava com a agent d'assegurances i agricultor, i passava el seu temps lliure escrivint novel·les. La seva mare també era d'una família pionera i havia començat la universitat, però va haver de tornar a casa abans de completar el seu títol. Farquhar atribueix el seu desig de seguir una carrera en] medicina i biologia a l'amiga de la seva mare, Frances Zumwalt, que era pediatra.

## Educació i carrera
Farquhar va rebre la seva llicenciatura en zoologia i patologia experimental de la Universitat de Califòrnia, Berkeley.
Després de graduar-se, Farquhar va ser admesa a la facultat de medicina de la Universitat de Califòrnia, Berkeley.
Al 1951, Farquhar es va casar amb un estudiant de medicina, amb qui va tenir dos fills. Tanmateix, després de dos anys d'escola de medicina, Farquhar va canviar un programa de doctorat on va completar el seu títol en patologia experimental el 1955.
Farquhar va col·laborar més endavant amb la Universitat de Minnesota com a investigadora per estudiar biòpsies renals, on van ser els primers de veure patologia glomerular a nivell de microscopi electrònic. Al 1958, va deixar la Universitat de Califòrnia a San Francisco per realitzar un treball postdoctoral com a investigadora associada en biologia cel·lular a la Universitat Rockefeller baix George Palade. En aquest moment, molts pioners de la biologia cel·lular havien treballat o estaven treballant en aquest laboratori, on es feien noves descobertes quasi tots els dies gràcies a la recent innovació del microscopi electrònic. George Palade estava treballant en el glomèrul renal en aquest moment i li va proporcionar a Farquhar entrenament formal al camp de la biologia cel·lular. Junts, Farquhar i Palade van nomenar les unions estretes i les unions adherides. De llavors ençà, Farquhar ha continuat estudiant les interseccions als podòcits.
Després de deixar Rockefeller el 1962, va establir el seu propi laboratori en la Universitat de Califòrnia a San Francisco a on es va convertir en professora de patologia. El seu laboratori es va centrar en l'ús de traçadors i citoquímica per investigar el procés de secreció en cèl·lules putuïtàries i leucòcits. Aquest treball va donar lloc a la primera descripció de la crinofàgia, procés pel qual els grànuls secretors són presos i eliminats en cossos multivariants i lisosomas.
Al 1970, es va divorciar del seu primer marit i es va casar amb George Palade quan va decidir prendre's un any sabàtic a la Universitat Rockefeller. En aquest moment, era l'única dona professora quan va ser nomenada professora de biologia bel·lular. Al 1973, Farquhar va tornar a la Universitat de Califòrnia en San Francisco, on va romandre com a professora de biologia cel·lular i patologia durant els següents 15 anys. Al 1987, es va unir a Palade a Yale a on es va convertir en Professora de biologia cel·lular i patologia. Aquí va construir un nou Departament de Biologia Cel·lular a l'escola de medicina amb George Palade i James D. Jamieson. Durant la seva estada a Yale, la investigació de Farquhar es va centrar en les membranes granulessis que es fusionen amb les membranes cel·lulars durant l'exocitosi. També va identificar diversos components glomerulars que tenen un paper en les funcions glomerulars.
Al 1990, Farquhar i Palade van tornar a la seva llar a Califòrnia per ajudar a construir i enfortir la biologia cel·lular i molecular a la Universitat de Califòrnia a San Diego: School of Medicine. Actualment Farquhar és professora de Medicina Cel·lular i Molecular i Patologia, així com presidenta del Departament de medicina mel·lular i molecular de la mencionada universitat. El seu enfocament actual és una molècula anomenada GIV que regula la migració cel·lular en resposta al factor de creixement i determina el destí dels receptors de factors de creixement. Al llarg de la vida de Farquhar, ella ha estat testimoni i va ajudar a guiar l'evolució del camp de la biologia cel·lular.

## Investigacions
Al llarg de la carrera de Farquhar, el seu laboratori ha mantingut dos interessos d'investigació: el control del tràfic de membranes intracel·lulars i la patogènesi molecular de les malalties renals autoimmunes. Tanmateix, la recerca de Farquhar abasta nombroses àrees incloent microscòpia electrònica, secreció cel·lular, tràfic de membranes intracel·lulars, i permeabilitat i patologia glomerular. La investigació de Farquhar ha produït una sèrie de descobertes en la recerca biomèdica bàsica, incloent els mecanismes de malaltia renal, l'organització de les funcions que uneixen les cèl·lules entre si, i els mecanismes de les secrecions.
Actualment, el Laboratori Farquhar del Departament de medicina mel·lular i molecular de la Universitat de Califòrnia a San Diego estudia les xarxes de senyalització que regulen secreció, endocitosi, autofàgia, migració cel·lular i metàstasi del càncer. Dintre d'aquestes xarxes de senyalització, la investigació se centra en la interacció entre la proteïna G i la senyalització factor de creixement. Recentment Farquhar va descobrir molècules involucrades en noves vies de senyalització passades per la proteïna G. Aquestes noves proteïnes modulen la senyalització de la proteïna G i vinculen la senyalització de la proteïna G amb el tràfic de receptors del factor de creixement. L'objectiu a llarg termini és avançar en la comprensió del paper de la proteïna G en la regulació dels processos cel·lulars en la salut i la malaltia. L'altra àrea d'interès se centra al podòcit, o cèl·lula epitelial glomerular. La investigació actual se centra en tres projectes. El primer és definir els mecanismes de trànsit i senyalització de megalin. El segon projecte és definir el paper de podocalyxina en la regulació de l'arquitectura podocitaria en animals normals i amb malaltia renal, (síndrome nefròtica). L'últim projecte és examinar les interaccions i la patologia de nefrina, una proteïna que es troba en podòcits. L'objectiu a llarg termini d'aquests tres projectes és definir els mecanismes moleculars de la filtració glomerular i l'absorció de proteïnes en condicions normals i patògenes.
Està finançada per subvencions de l'Institut Nacional del Càncer, la Fundació Susan Komen per a lInvestigació del Càncer de Mama, i l'Institut Nacional de Diabetis, Malalties Digestives i Renals.

## Premis i distincions
- 1981 - Presidenta de la Societat Americana de Biologia Cel·lular
- 1987 - Medalla E.B. Wilson de la Societat Americana de Biologia Cel·lular
- 1988 - Medalla Smith de la Societat Americana de Nefrologia
- 1987 - Medalla de Científic Distingit de la Societat Americana de Microscòpia Electrònica
- 1988 - Premi al Mèrit dels Instituts Nacionals de Salut
- 1997 - Premi Canceller a l'Excel·lència en Investigació a la UCSD
- 1999 - Premi Gomori de la Societat Internacional d'Histoquímica
- 2001 - Premi Rous-Whipple de la Societat Americana de Patologia Investigativa
- 2006 - Premi a l'Excel·lència en Ciències de la Federation of American Societies of Experimental Biology

## Selecció de publicacions
1. Farquhar, M.G. 2012. A Man for All Seasons: Reflections on the Life and Legacy of George Palade. Annu Rev Cell Dev Biol. Volume 28. In Press.
2. Ghosh, P, Garcia-Marcos, M., and M.G. Farquhar. 2011. GIV/Girdin is a rheostat that fine-tunes growth factor signals during tumor progression. Cell Adhes. Migr. 5(3):237-48.
3. García-Marcos, M., Ghosh, P., and M.G. Farquhar. 2009. GIV is a non-receptor GEF factor for Galphai with a unique motif that regulates Akt signaling. PNAS. 106(9):3178-83.
4. Head BP, Patel HH, Roth DM, Murray F, Swaney JS, Niesman IR, Farquhar MG, Insel PA. Microtubules and actin microfilaments regulate lipid raft/caveolae localization of adenylyl cyclase signaling components. J Biol Chem. 2006 Jul 3; PMID: 16818493
5. Farquhar, M. G. 2006. The glomerular basement membrane: not gone, just forgotten. J. Clin. Invest. 116:2090-2093.
6. Zhang YW, Luo WJ, Wang H, Lin P, Vetrivel KS, Liao F, Li F, Wong PC, Farquhar MG, Thinakaran G, Xu H. 2005. Nicastrin is critical for stability and trafficking but not association of other presenilin/g-secretase components. J. Biol. Chem. 280:17020-17026.
7. Lehtonen, S., Ryan, J. J, Kudlicka, K., Iino, N., Zhou, H., and M. G. Farquhar. 2005. Cell junction-associated proteins IQGAP1, MAGI-2, CASK, spectrins, and alpha-actinin are components of the nephrin multiprotein complex. Proc. Natl. Acad. Sci. 102:9814-19.
8. Head, B. P., Patel, H. H., Roth, D. M., Niesman, I. R., Farquhar, M. G. and P. A. Insel. 2005. G-protein-coupled receptor signaling components localize in both sarcolemmal and intracellular caveolin-3-associated microdomains in adult cardiac myocytes. J. Biol. Chem. 280: 31036-44.
9. Rader, K., Boyer, A. D., Farquhar, M. G., and K. C. Arden. 2000. Assignment of ankyrin repeat, family A (RFXANK-like) 2 (ANKRA2) to human chromosome 5q12-q13 by radiation hybrid mapping and somatic cell hybrid PCR. Cytogenet. Cell Genet. 89:164-165.
10. Zheng, B., Chen, D. and M.G. Farquhar. 2000. MIR16, a putative membrane glycerophosphodiester phosphodiesterase, interacts with RGS16. Proc. Natl. Acad. Sci. 97:3999-4004.
11. Farquhar, M.G. 1996. Molecular analysis of the pathologic autoimmune antigens of Heymann nephritis. Am. J. Path. 148:1331-1337.
12. Kerjaschki, D., R. Ullrich, M. Exner, R.A. Orlando and M.G. Farquhar 1996. Induction of passive Heymann nephritis with antibodies specific for synthetic peptides. J. Exp. Med. 183:2007-2016.
13. Jin, M.J., Saucan, L., Farquhar, M.G., and Palade, G.E. 1996. Rab1a and multiple other rab proteins are associated with the transcytotic pathway in rat liver. J. Biol. Chem. 271:30105-30113.